# Aix
Aix je rod koji sadrži samo dvije vrste patkarica: mandarinku i karolinku.
Rod pripada porodici pataka, a prije je bio smješten u grupu Cairininae. Godinama se raspravlja bi li ovaj rod trebao biti smješten u potporodicu pravih pataka ili utvi.
Ove dvije ptice smatraju se vrlo atraktivnima za vidjeti, posebno šareni mužjaci. Karolinka je sjeveronoamerička vrsta koja živi na području istočnog SAD-a, južne Kanade i sjevernog Meksika. Obje vrste migriraju sa sjevera prema jugu. Nastanjuju mirne šumovite lokve i potoke.
Rod pokazuje spolni diformizam tako što su ženke manje i nisu atraktivne za vidjeti kao mužjaci, jer nemaju previše boja na sebi.
Karolinka ima masu od 500 do 700 grama. Duga je 41–49 cm, a ima raspon krila od 73 do 75 cm. Oba spola imaju šiljastu glavu.
Mandarinka je duga 41–49 cm, a ima raspon krila 66–75 cm. Ima blistavije perje od karolinke. Ženke su manje jarke boje nego mužjaci.
Karolinka se hrani malim rakovima, kukcima i biljnim organima. Mandarinka se uglavnom hrani vegetarijanski.
Obima vrstama prijeti gubitak staništa.